# Agustín Urrejola Leclerc
Agustín Ramón Urrejola Leclerc; (* Concepción, 4 de mayo de 1767 - † Manila, Filipinas, 1827). Hijo de Alejandro Urrejola y Peñaloza y María Isabel Leclerc Vicourt. Educado en el Seminario desde 1777 hasta 1791, donde estudió gramática, filosofía y teología, ordenándose a los 19 años como subdiácono. Estudió en el Seminario de Concepción, donde fue profesor y vicerrector. A los 23 años se recibió como diácono y predicó en la catedral penquista y otras iglesias antes de ser ordenado presbítero en 1791.

## Actividades públicas
- Sacerdote de la Florida (1791).
- Párroco de la Villa de la Reina Luisa de Parral (1793).
- Miembro de la causa Realista.
- Alcalde de Concepción (1813).
- Miembro de la Asamblea que firmó el Acta de Autoridad Provisoria (1811).
- Diputado al Primer Congreso Nacional, representando a Concepción (1811).
- Vicepresidente de la Cámara de Diputados (20 de julio al 5 de agosto de 1811).

Despojado de su cargo en septiembre de 1811 por el golpe militar efectuado por los hermanos Carrera y fue reemplazado por Francisco de la Lastra, regresó luego a Concepción y de allí al Perú huyendo de la persecución patriota, donde se instaló como párroco de Tapu. Cuando la revolución independentista llegó a Lima (1818) se refugió en España donde hizo valer sus servicios a la causa de la Corona en América y consiguió que lo enviaran a Manila, Filipinas, como obispo de Zebú, donde falleció.